# Associazione Calcio Legnano
Maillots
L'Associazione Calcio Legnano est un club italien de football basé à Legnano dans la province de Milan. La couleur du club est le lilas tandis que son terrain pour les matchs à domicile est le Stadio Giovanni Mari.
Les joueurs les plus célèbres ayant porté le maillot lilas sont Luigi Riva lors de la saison de Serie C 1962-1963, et Paul Pulici lors de la saison de Serie C 1966-1967. En 2006, Marco Simone, ancien attaquant de l'AC Milan, fait quelques apparitions dans l'équipe alors qu'il vient de racheter le club avec son frère John et qu'il occupe la place de directeur sportif.
Une rivalité féroce existe envers les cousins bustocchi du Pro Patria Calcio. Cette rivalité s'explique par la proximité des deux villes.

## Histoire
Le club est fondé 1er septembre 1913 sous le nom de Associazione Calcio Legnano. Lors de la saison 1929-1930 le club termine deuxième de Serie B et accède en Serie A. Le club débute en Serie A contre le Genoa Cricket and Football Club et s'incline deux buts à un. Le club termine dernier du championnat 1931 et se voit donc relégué en Serie B.
Le club se stabilise à ce niveau mais à l'issue de la saison 1934-1935, le club est relégué en Serie C. Le club évolue dès lors dans cette division jusqu'à la seconde guerre mondiale, qui marque l'arrêt des compétitions de football en Italie.

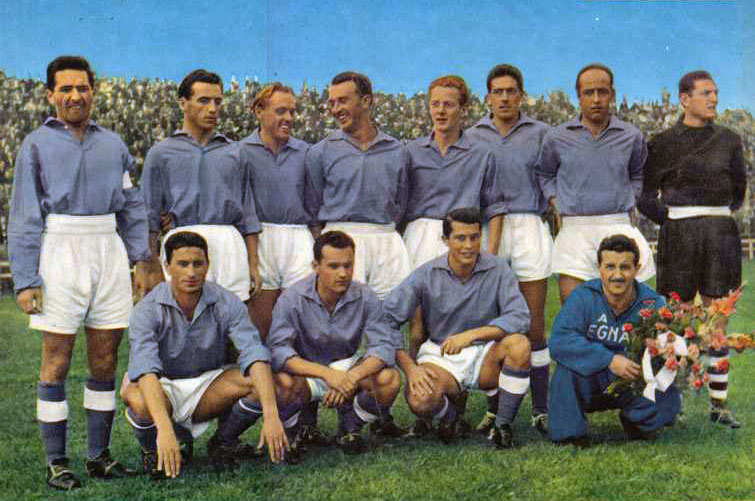
Les Lilla de la saison 1952-1953

Lors de la saison 1945-1946, le club évolue en Serie C et accède à la Serie B. Le club termine deuxième lors de la saison 1950-1951 et accède à la Serie A. Mais le club termine une nouvelle fois à la dernière place et est relégué en Serie B.
Le club ne s'éternise pas en Serie B. Deuxième du championnat, il bat Catane en barrage et retrouve la Serie A. Mais le club achève la saison à la dernière place et connaît une nouvelle relégation en Serie B.
En 2009-2010, le club évolue en Ligue Pro Deuxième Division (anciennement Serie C2) après une relégation de la Ligue Pro Première Division (anciennement Serie C1).
En 2010, Legnano est officiellement placé en liquidation judiciaire. Le club est refondé le 15 juillet 2011.

## Bilan

### Par division
| Niveau | Nombre de participations | 1re participation | Dernière participation |
| ------ | ------------------------ | ----------------- | ---------------------- |
| 1      | 11                       | 1919-1920         | 1953-1954              |
| 2      | 17                       | 1926-1927 (it)    | 1956-1957              |
| 3      | 52                       | 1935-1936 (it)    | 2008-2009 (it)         |
| 4      | 8                        | 1975-1976 (it)    | 1999-2000 (it)         |

Le club a joué 88 saisons depuis la fin de Première Guerre mondiale, dont 8 championnats Serie C2, 52 en Serie C1, 17 en Serie B et 11 en Serie A. Legnano jouait auparavant dans le Championnat régional de Lombardie.

## Palmarès
L'AC Legnano est quatre fois vice-champion de la Serie B, qui correspond au deuxième niveau dans la hiérarchie du football en Italie.
- Championnat de Serie B :
  - Vice-champion en 1929-30, 1946-47, 1950-51, 1952-53.

- Championnat de Serie C2 :
  - Champion en 1982-83 et 2006-07.

## Présidents
- 1913-1916 : A.P. Visconti (Eugenio Tosi, Honorary Pres.)
- 1916-1924 : Antonio Bernocchi
- 1924-1925 : Carlo Delle Piane
- 1925-1927 : Ernesto Castiglioni
- 1927-1929 : Antonio Bernocchi
- 1929-1931 : Giuseppe Mario Perozzi, Mario Raimondi et Riccardo Pezzoni
- 1931-1933 : Ernesto Castiglioni
- 1933-1934 : Primo Colombo
- 1934-1945 : Giulio Riva
- 1945-1952 : Pino Mocchetti
- 1952 : Luigi Mandelli
- 1952-1954 : Giovanni Mari
- 1954-1956 : Giuseppe Mario Perozzi
- 1956-1959 : Davide Casero
- 1959-1963 : Luciano Caccia
- 1963-1964 : Felice Bossi
- 1964-1975 : Augusto Terreni
- 1975-1979 : Rolando Landoni
- 1979-1986 : Giovanni Mari
- 1986 : Ulrico Lucarelli puis Giovanni Mari
- 1987-1996 : Ferdinando Villa
- 1996-1999 : Mario Pighetti
- 1999-2002 : Mauro Rusignuolo
- 2002-2005 : Antonio Di Bari
- 2005-2007 : Gianni Simone
- 2007-2009 : Giuseppe Resta
- 2009-2010 : Giuseppe Resta puis Giacomo Tarabbia puis Alessio Fiore

## Entraîneurs
- 1913-1919 : Comité technique
- 1919-1923 : Primo Colombo et Adamo Bonacina
- 1923-1925 : Imre Schöffer
- 1925-1927 : Primo Colombo
- 1927-1928 : Imre Schöffer
- 1928-1929 : Armando Halmos
- 1929-1930 : Luigi Barbesino
- 1930-1933 : Otto Chrapan
- 1933-1934 : Vinicio Colombo
- 1935-1945 : Enrico Crotti
- 1945-1946 : Attilio Demaría
- 1946-1947 : Roberto Winkler
- 1947-1949 : Giuseppe Galluzzi
- 1949-1953 : Ugo Innocenti
- 1953-1954 : Giuseppe Galluzzi
- 1954-1957 : Ugo Innocenti
- 1957-1959 : Mario Zidarich
- 1959-1960 : Renato Piacentini
- 1960-1961 : Giuseppe Molina
- 1961-1963 : Luciano Lupi
- 1963-1964 : Fausto Braga
- 1964-1967 : Luciano Lupi
- 1967-1968 : Carlo Facchini
- 1968-1969 : Sergio Realini puis Luciano Sassi
- 1969-1970 : Carlo Facchini
- 1970-1973 : Luciano Sassi
- 1973-1974 : Luciano Lupi puis Luigi Balestra puis Giovanni Visintin
- 1974 : Fausto Braga
- 1974-1976 : Mario Trezzi
- 1976-1979 : Luciano Sassi
- 1979-1980 : Adelio Crespi
- 1980-1984 : Pietro Maroso
- 1984 : Aldo Capocci
- 1984-1986 : Andrea Valdinoci
- 1986-1987 : Giovanni Ardemagni
- 1987-1989 : Mauro Bicicli
- 1989-1990 : Giorgio Veneri
- 1990-1991 : Luciano Magistrelli puis Abramo Rossetti et Mauro Bicicli
- 1991-1992 : Aldo Capocci et Abramo Rosetti, puis Mauro Bicicli et Abramo Rossetti puis Giancarlo Danova
- 1992-1993 : Marco Torresani
- 1993-1995 : Luigino Vallongo
- 1995-1996 : Renzo Contratto puis Giovanni Sacchi et Mauro Bicicli
- 1996-1997 : Loris Boni
- 1997-1998 : Carlo Muraro
- 1999-2000 : Gian Marco Remondina
- 1999-2000 : Roberto Bacchin
- 2000-2001 : Carlo Muraro puis Ernestino Ramella
- 2001-2002 : Mario Belluzzo puis Ernestino Ramella
- 2002-2003 : Ernestino Ramella puis Angelo Gregucci
- 2003 : Pierluigi Casiraghi
- 2003-2004 : Stefano Di Chiara
- 2004-2005 : Arcangelo Sciannimanico puis Giancarlo Oddi
- 2005-2006 : Vincenzo Maiuri et Gianpaolo Spagnulo puis Gianpaolo Spagnulo puis Luciano Miani puis Gianpaolo Spagnulo-Patric Legain-Nicholas Gennarielli
- 2006-2007 : Gianfranco Motta
- 2007-2008 : Claudio Gabetta puis Egidio Notaristefano
- 2008-2009 : Attilio Lombardo
- Depuis 2009 : Giuseppe Scienza

## Joueurs emblématiques
- Jimmy Algerino
- Luigi Allemandi
- Ernesto Castano
- Attilio Demaría
- Davide Fontolan
- Nicolas Frey
- Pedro Kamata
- Elia Legati
- Walter Novellino
- Karl-Erik Palmér
- Paolo Pulici
- Luigi Riva
- Chedric Seedorf
- Marco Simone